# 水陸両用自転車

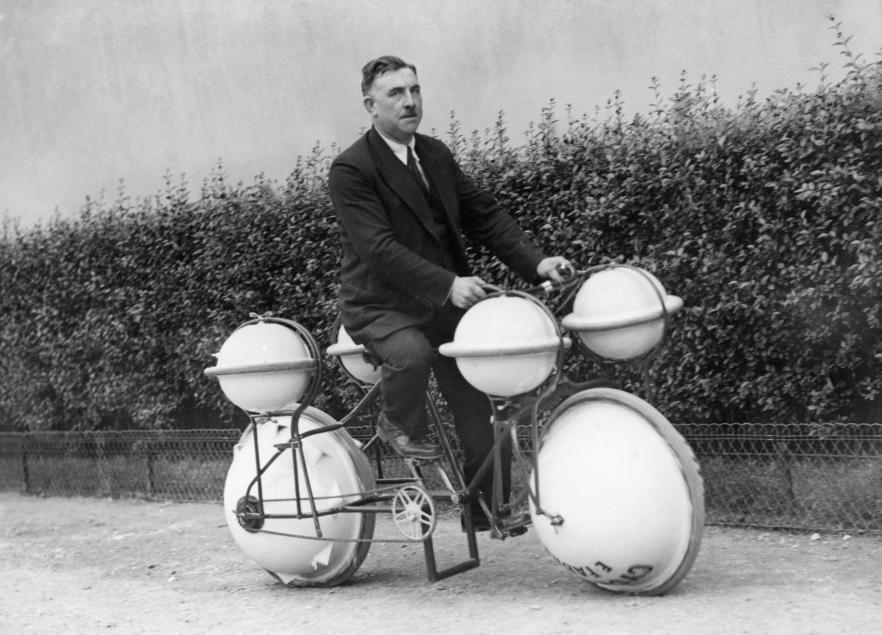
水陸両用自転車 'Cyclomer'
1932年、パリ。

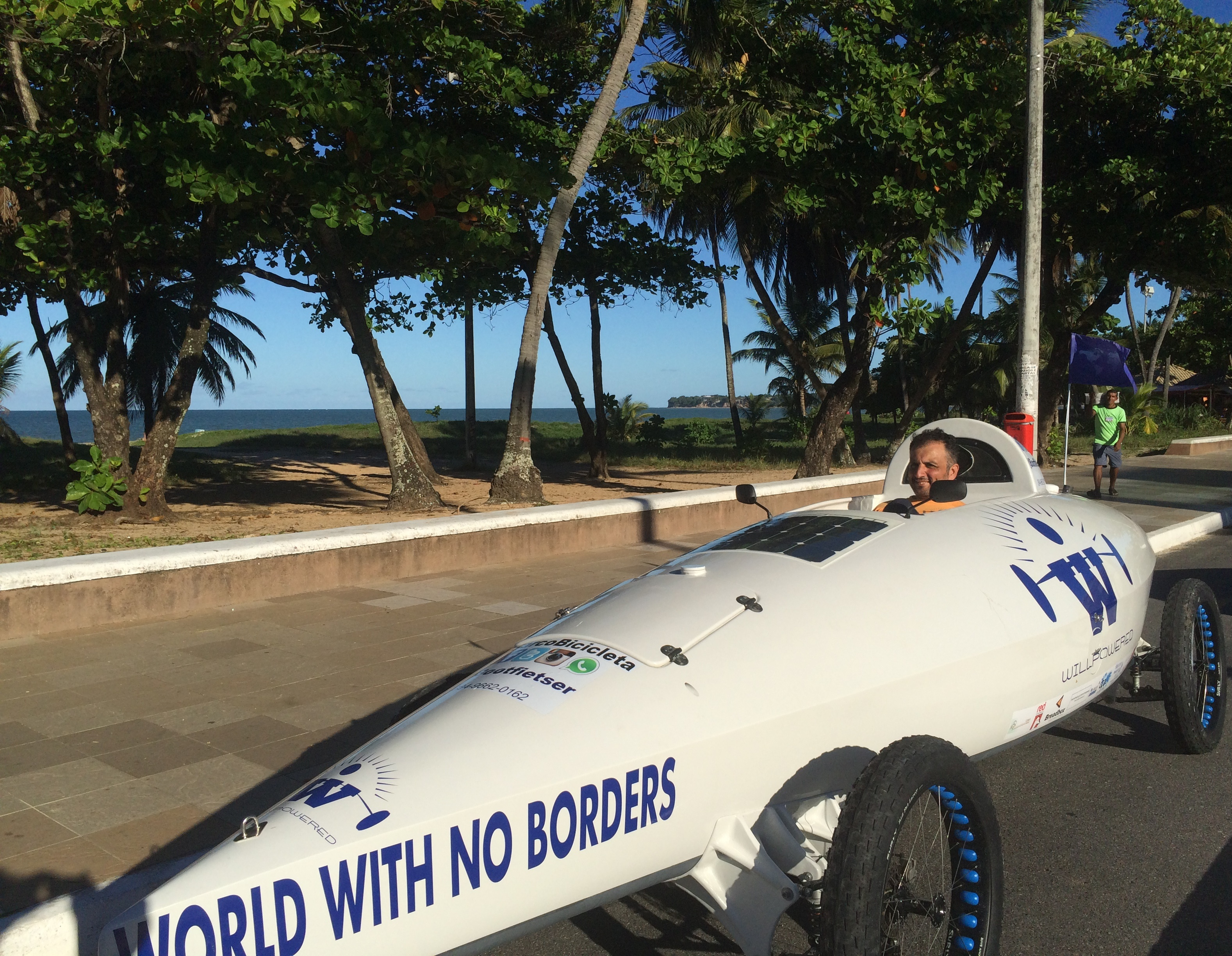
The Ocean Biker, エブラヒム・ヘマトニア
2015年5月、ジョアンペソア（ブラジル）

水陸両用自転車（すいりくりょうようじてんしゃ、Amphibious cycle）とは、人力を用いる水陸両用車である。
広く報道された例としては Saidullah’s Bicycle が知られる。この自転車は、長方形の4つの空気が充填されたフロートを使用して浮力を確保し、スポークに取り付けられた2つの羽で推進するものであった。
また Moraga’s Cyclo Amphibious はシンプルな三輪車フレームを使用したものを作成した。これは浮力と推力を確保するために3つのフロートを使用し、動力を伝える車輪に羽を取り付けたパドルホイール式で推進した。
異なるデザインとしては SBK Engineering のシャトルバイクが存在する。これは2つの膨脹式フロートで乗員と自転車の運搬を可能とするもので、未使用時には空気を抜きバックパックに格納されることで、サイクリスト自身が持ち運びできるようになっている。
また、サウサンプトン大学の7人の理工系学生による水陸両用自転車も存在する。この水陸両用自転車はリカンベントフレームと分離フロートを組み合わせパドルホイールで推進するもので、水上速度試験では平均速度で1.12 m/sを記録した。また、外部からの手助けなしで水・陸の移動ができるようになっている。このプロトタイプ車は都市の洪水区域での利用に備えられるが、同様にレジャー産業で利用される。

近年の設計ではエブラヒム・ヘマトニアが自らの世界一周旅行のために開発した水陸両用自転車が知られる。このベロモービル形の自転車は『メラニー』と命名された。